# Maspie-Lalonquère-Juillacq
Maspie-Lalonquère-Juillacq település Franciaországban, Pyrénées-Atlantiques megyében. Lakosainak száma 238 fő (2022. január 1.). Maspie-Lalonquère-Juillacq Anoye, Gerderest, Samsons-Lion, Simacourbe és Lembeye községekkel határos.

## Népesség
A település népességének változása:
| Lakosok száma | 280  | 257  | 261  | 261  | 256  | 250  | 244  | 241  | 238  |
|               | 2013 | 2015 | 2016 | 2017 | 2018 | 2019 | 2020 | 2021 | 2022 |